# Sext Juli Cèsar (tribú militar)
Sext Juli Cèsar (en llatí Sextus Julius Caesar) va ser un militar romà. Formava part de la gens Júlia, i era membre de la família dels Cèsar. Era germà de Luci Juli Cèsar (pretor 183 aC).
Va ser tribú militar l'any 181 aC a l'exèrcit del procònsol Luci Emili Paul·le. L'any 170 aC va ser enviat com a legat, juntament amb Gai Semproni Bles, per restaurar la llibertat de la ciutat grega d'Abdera, després que la ciutat fos massacrada pels romans.
L'any 170 aC, Luci Hortensi, successor de Gai Lucreci com a pretor, havia exigit a la ciutat d'Abdera que lliurés 100.000 denaris i 50.000 modius de blat. Els ciutadans van demanar temps per reunir-ho i van enviar uns ambaixadors a parlar amb el cònsol Hostili a Roma. Quan van arribar a la ciutat van saber que Abdera havia estat atacada, els seus líder decapitats i els habitants venuts com a esclaus.